# Martina Piemonte
Martina Piemonte (Ravenna, 7 novembre 1997) è una calciatrice italiana, attaccante della Lazio e della nazionale italiana.
Veterana della nazionale under 17, con le Azzurrine ha conquistato il terzo posto nel Campionato europeo di categoria 2014 e il terzo posto nel Mondiale della Costa Rica.

## Caratteristiche tecniche
È una centravanti forte fisicamente e dal notevole fiuto del gol, in grado di andare alla conclusione sia grazie ai suoi inserimenti, sia colpendo di testa.

## Carriera

### Club

#### Gli inizi
Piemonte inizia a praticare il calcio durante l'infanzia, giocando con i maschi nelle formazioni miste giovanili, fino al raggiungimento dell'età massima consentita dalla federazione italiana.

#### Riviera di Romagna
Notata dagli osservatori della Riviera di Romagna, nel 2012 le viene offerta l'opportunità di continuare l'attività agonistica in una formazione interamente femminile. Piemonte veste la maglia giallo-rosso-blu della società cervese nella formazione che disputa il Campionato Primavera venendo inoltre, grazie alle qualità espresse nella giovanile, inserita in rosa con la squadra titolare iscritta alla Serie A fin dalla prima partita della stagione 2012-2013. Fa il suo debutto nel massimo livello del campionato italiano il 22 settembre, alla prima giornata, sostituendo all'81' Patrizia Caccamo nella partita vinta 5-2 sulle avversarie del Torino. Durante il periodo con la Riviera fatica a trovare spazio decidendo al termine della stagione 2013-2014 di lasciare la società, congedandosi con un tabellino personale di 29 presenze quasi tutte partite come riserva.

#### San Zaccaria

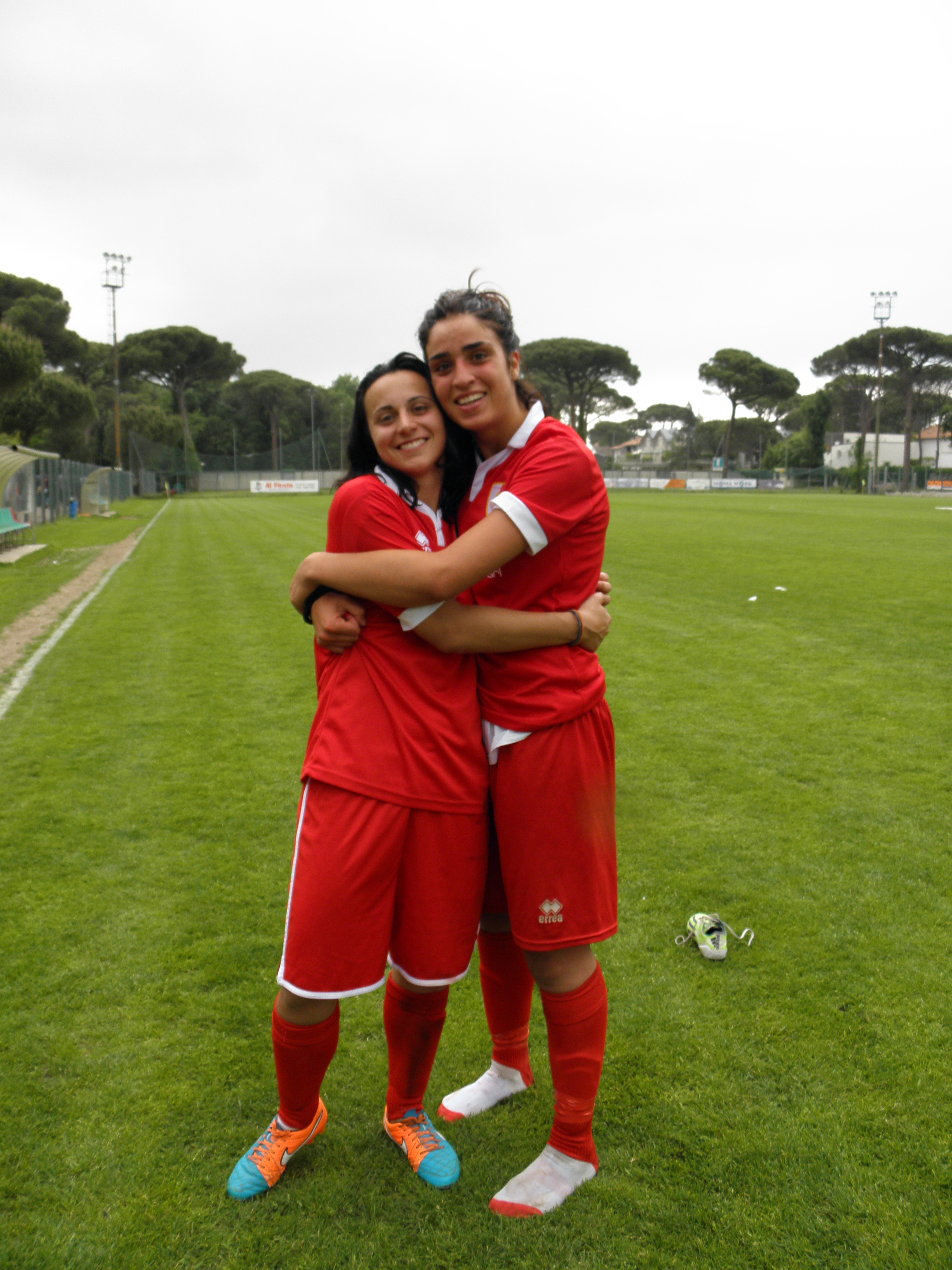
Piemonte (a destra) e Giulia Montalti festeggiano la salvezza del San Zaccaria dopo i play-out della stagione 2014-2015

Arrivato il periodo di calciomercato estivo 2014, sottoscrive un accordo con il San Zaccaria, società ravennate dell'omonimo quartiere neopromossa in Serie A, alla ricerca di giocatrici per rinforzare il proprio organico in vista del campionato più impegnativo.
Con la nuova maglia biancorossa fa il suo debutto, da titolare, il 4 ottobre 2014, alla prima giornata di campionato, nella partita vinta fuori casa per 3-2 sul Como 2000. Durante la stagione arriva anche la prima rete e prima doppietta in Serie A, siglando al 25' e al 74' il primo e l'ultimo gol ravennate nell'incontro concluso 3-1 sulle avversarie del Pordenone. Anche grazie al suo apporto con 12 reti complessive su 25 incontri disputati, la difficile stagione regolare termina con la conquista del nono posto in campionato il quale, per il regolamento introdotto in quella stagione, permette di giocarsi la definitiva salvezza ai play-out, nella partita secca contro la sua ex squadra, la Riviera di Romagna, vinta per 2-1. Piemonte rimane con il San Zaccaria anche la stagione successiva, scendendo in campo 17 volte, 12 da titolare per il turnover adottato da Marinella Piolanti, passata quell'anno da giocatrice a tecnico della squadra biancorossa, siglando 5 reti e contribuendo al raggiungimento del sesto posto in classifica e di un'agevole salvezza.

#### AGSM Verona
Concluso il rapporto con il San Zaccaria, durante l'estate 2016 si trasferisce all'AGSM Verona, società che grazie al secondo posto ottenuto a campionato appena concluso le dà l'opportunità di debuttare in UEFA Women's Champions League.
 A disposizione quindi del mister Renato Longega dalla stagione entrante, viene impiegata in campionato in 19 occasioni su 22, causa la necessità di un intervento chirurgico che la tiene distante dai campi da gioco per circa un mese all'inizio del 2017, riuscendo comunque ad andare a segno 11 volte, alle quali si aggiungono le ulteriori due su tre incontri di Coppa Italia. Il debutto nella competizione UEFA per club avviene il 5 ottobre 2016, in occasione della partita persa 3-1 sul campo delle kazake del BIIK Kazygurt, dove gioca tutti i 90 minuti della partita. Longega la impiega anche nella partita di ritorno, sostituita al 54' da Veronica Pasini, dove le veronesi non riescono a ribaltare il risultato dovendosi accontentare del pareggio 1-1, venendo così eliminate dal torneo.

#### Siviglia, Roma e Betis
Durante il calciomercato estivo 2017 il Siviglia, tornato in Primera División dopo due stagioni di cadetteria, annuncia di aver sottoscritto un contratto per la stagione 2017-2018. Piemonte rimane con la società fino ad aprile 2018, dichiarando la propria volontà di rescindere il contratto prima del termine della stagione, congedandosi con un tabellino personale di 6 reti su 20 incontri disputati.

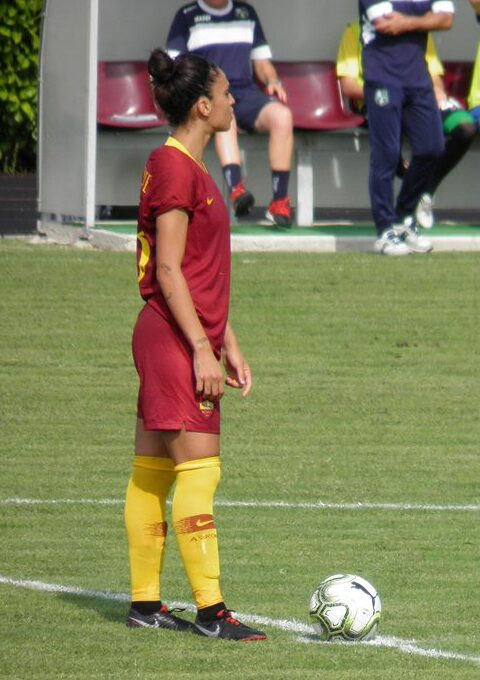
Piemonte alla Roma nel 2018

Nel luglio 2018 si lega alla neonata Roma, con la maglia della quale fa il suo ritorno nel campionato di Serie A.
Dopo un solo anno in patria, nell'estate 2019 ritorna in Spagna, di nuovo a Siviglia, stavolta con il Betis, con il quale firma un accordo valido fino al 2021. Chiude l'esperienza il 31 marzo 2020, rescindendo il contratto durante la sospensione dei campionati per la pandemia di COVID-19 per motivi personali.

#### Fiorentina e Milan
Ritorna in Italia per la stagione 2020-2021, firmando con la Fiorentina. Esordisce in maglia viola nell'occasione della vittoria di campionato per 4-0 contro l'Inter subentrando dalla panchina. Segna il primo gol con la Fiorentina nella gara di Coppa Italia contro la Riozzese Como. Per l'occasione realizzerà una doppietta. Il 21 dicembre 2021 risolve il contratto con la società viola.
Il 30 dicembre 2021, Piemonte firma un accordo fino al 30 giugno 2023 con il Milan.
Il primo gol con la maglia rossonera arriva il 23 gennaio 2022, in occasione della vittoria per 4-0 contro la Sampdoria. La prima doppietta arriva il 24 aprile, in occasione della vittoria per 6-2 contro il Pomigliano.
Nella stagione successiva, è fra le principali protagoniste della buona stagione della formazione rossonera: grazie alle sue prestazioni, viene anche premiata dall'AIC come miglior calciatrice della Serie A femminile per il mese di febbraio 2023. Dopo aver concluso l'annata con 13 gol e quattro assist in 24 presenze, l'attaccante lascia ufficialmente il club rossonero dopo un anno e mezzo, alla scadenza naturale del proprio contratto.

#### Everton
Il 5 luglio 2023, Piemonte viene ufficialmente ingaggiata dall'Everton, nella Women's Super League, con cui firma un contratto biennale. Nell'occasione, diventa la seconda giocatrice italiana ad essere mai approdata nella massima serie inglese, dopo Aurora Galli (peraltro, sua compagna di squadra nel Merseyside).
Nel corso della stagione 2023-2024, colleziona 23 presenze e quattro reti fra campionato e coppe.

#### Lazio
Il 28 agosto 2024, viene annunciato il suo ingaggio a titolo definitivo da parte della Lazio, di nuovo in Serie A. Segna la sua prima rete in biancoceleste nella gara di Coppa Italia vinta 1-2 sul campo dell'Orobica.

### Nazionale

#### Nazionali giovanili
Nell'estate 2012 è tra le 25 atlete convocate dal coordinatore delle nazionali giovanili femminili Corrado Corradini nel raduno di Norcia che permetterà allo staff tecnico guidato dall'allenatore Enrico Sbardella di scegliere la formazione che affronterà le qualificazioni al Campionato europeo 2013 di categoria, dove le Azzurrine, inserite nel gruppo 2, dovranno cimentarsi con le nazionali pari età di Inghilterra, Irlanda del Nord e Israele. In maglia azzurra fa il suo esordio a Belfast il 10 settembre 2012, nella partita vinta dall'Italia per 5 a 0 su Israele con doppietta di Manuela Giugliano e di Francesca Pittaccio e autorete dell'israeliana Shahar Nakav. Condivide con le compagne il superamento della fase preliminare e dell'eliminazione a quella successiva dove, inserita nel gruppo 4, l'Italia perde gli incontri con Svezia e Svizzera, riuscendo a pareggiare solo con la Rep. Ceca.
Convocata in Under-17 anche l'anno successivo, viene nuovamente inserita in rosa per le fasi di qualificazione all'Europeo di Inghilterra 2014. Piemonte e compagne riescono in questa stagione a superare sia la fase preliminare, giocata in Bulgaria, che la fase élite giocato in Portogallo dal 15 al 20 ottobre 2013, accedendo così alla fase finale, prima volta per l'Italia in questa categoria. Condivide il percorso che vede le Azzurrine conquistare il primo posto nella fase a gironi, affrontare, perdendola 1-0, la semifinale con la Germania che si aggiudicherà il torneo, e vincere la finale per il terzo posto superando le avversarie dell'Inghilterra ai tiri di rigore dopo che i tempi regolamentari erano terminati a reti inviolate, aggiudicandosi di conseguenza anche l'accesso al Mondiale della Costa Rica 2014.
La prima avventura mondiale dell'Under-17 femminile italiana viene coronata dal superamento della fase a gironi dove, inserita nel gruppo A con le padrone di casa della Costa Rica, Venezuela e Zambia perdono l'unica partita con le sudamericane per 1-0 classificandosi così al secondo posto. Superate le avversarie pari età del Ghana ai quarti di finale ai rigori dopo aver terminato la partita sul 2-2, Piemonte condivide il percorso che vede le Azzurrine perdere 2-0 la semifinale con la Spagna e l'accesso alla sofferta finale per il terzo posto dove all'Estadio Nacional de Costa Rica di San José ritrova il Venezuela capace di recuperare in piena zona Cesarini il 4-3 con cui l'Italia stava vincendo l'incontro; dal dischetto tuttavia le avversarie per imprecisione e grazie anche alle intuizioni del portiere Francesca Durante le venezuelane non riescono a segnare alcuna rete contro le due delle italiane che bastano a conseguire il secondo storico traguardo per l'Under-17 azzurra, il terzo posto a un campionato mondiale.
Nell'estate 2014 viene selezionata per rappresentare l'Italia con la formazione Under-19 alle qualificazioni all'Europeo di categoria di Israele 2015, dove l'Italia è inserita nel Gruppo 4 con Galles, Kazakistan e Turchia. Il suo debutto nel torneo avviene il 13 settembre 2014, al Şehir Stadium di İnegöl, dove le Azzurrine superano per 1-0 le turche padrone di casa. Partita titolare, Piemonte viene sostituita al 66' da Nicole Garavelli.

#### Nazionale maggiore

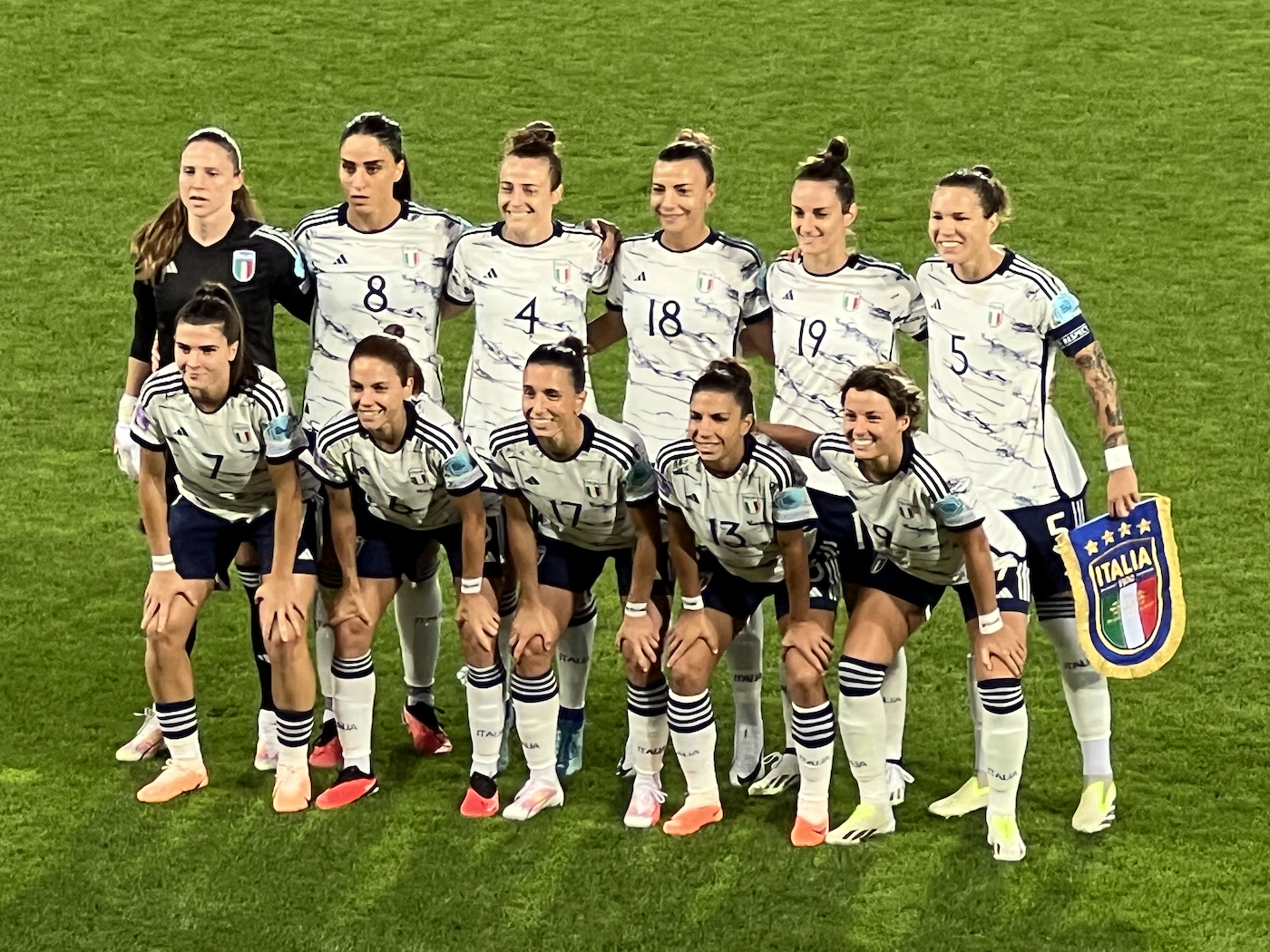
Piemonte (in piedi, seconda da sinistra) in nazionale nel 2023

Il debutto nella nazionale maggiore avviene a Praga il 14 giugno 2014 in occasione della partita disputata contro la Rep. Ceca valida per le qualificazioni al Campionato mondiale femminile di calcio 2015, dove l'Italia è inserita nel gruppo 2: Piemonte, schierata con il numero 15, rileva all'84' Patrizia Panico. In quella circostanza, grazie ai soli 16 anni, stabilisce un nuovo primato per il calcio italiano, quello della più giovane calciatrice ad aver debuttato nella nazionale maggiore in una gara ufficiale FIFA.
Nel novembre 2016 viene inserita da Antonio Cabrini nella lista delle giocatrici convocate per il Torneo Internazionale Manaus 2016, in programma dal 7 al 18 dicembre 2016.
Nel febbraio 2022 viene convocata da Milena Bertolini per il torneo annuale di Algarve Cup, ma prende parte solo al primo turno, dove le Azzurre vincono per 1-0 contro la Danimarca, e nei giorni successivi subisce un infortunio al collaterale, che la costringe a saltare le partite seguenti. Torna a disposizione ad aprile, in occasione delle qualificazioni al mondiale 2023.
Viene convocata da Bertolini anche per il campionato Women's Euro 2022, in cui le Azzurre vengono sorteggiate nel gruppo D assieme a Belgio, Francia ed Islanda. L'attaccante romagnola va a segno alla prima partita, trovando il gol della bandiera in occasione della sconfitta per 5-1 da parte della Francia.

## Altre attività
Nel dicembre 2015 viene selezionata per il primo casting di Miss Italia insieme ad altre due calciatrici (Debora Novellino, a quel tempo terzino della Pink Sport Time, e Alessia Sgaggiaro, della Roma Calcio Femminile).
Nel 2018 partecipa, vincendo, al settimo episodio della prima stagione di Little Big Italy girato a Siviglia, su Nove, un cooking show che ha messo in competizione tre ristoranti di cucina italiana sponsorizzati dagli stessi concorrenti expat.

## Statistiche

### Presenze e reti nei club
Statistiche aggiornate al 3 maggio 2025.
| Stagione                  | Squadra                   | Campionato                | Campionato | Campionato | Coppe nazionali | Coppe nazionali | Coppe nazionali | Coppe internazionali | Coppe internazionali | Coppe internazionali | Altre coppe | Altre coppe | Altre coppe | Totale | Totale |
| Stagione                  | Squadra                   | Comp                      | Pres       | Reti       | Comp            | Pres            | Reti            | Comp                 | Pres                 | Reti                 | Comp        | Pres        | Reti        | Pres   | Reti   |
| ------------------------- | ------------------------- | ------------------------- | ---------- | ---------- | --------------- | --------------- | --------------- | -------------------- | -------------------- | -------------------- | ----------- | ----------- | ----------- | ------ | ------ |
| 2012-2013                 | Riviera di Romagna        | A                         | 16         | 0          | CI              | ?               | ?               | -                    | -                    | -                    | -           | -           | -           | 16+    | 0+     |
| 2013-2014                 | Riviera di Romagna        | A                         | 13         | 0          | CI              | 1               | 0               | -                    | -                    | -                    | -           | -           | -           | 14     | 0      |
| Totale Riviera di Romagna | Totale Riviera di Romagna | Totale Riviera di Romagna | 29         | 0          |                 | 1+              | 0+              |                      | -                    | -                    |             | -           | -           | 30+    | 0+     |
| 2014-2015                 | San Zaccaria              | A                         | 26         | 12         | CI              | 1               | 2               | -                    | -                    | -                    | -           | -           | -           | 27     | 14     |
| 2015-2016                 | San Zaccaria              | A                         | 17         | 5          | CI              | 3               | 4               | -                    | -                    | -                    | -           | -           | -           | 20     | 9      |
| Totale San Zaccaria       | Totale San Zaccaria       | Totale San Zaccaria       | 43         | 17         |                 | 4               | 6               |                      | -                    | -                    |             | -           | -           | 47     | 23     |
| 2016-2017                 | AGSM Verona               | A                         | 19         | 11         | CI              | 4               | 2               | UWCL                 | 2                    | 0                    | SI          | 1           | 0           | 26     | 13     |
| 2017-2018                 | Siviglia                  | PD                        | 20         | 6          | CS              | ?               | ?               | -                    | -                    | -                    | -           | -           | -           | 20+    | 6+     |
| 2018-2019                 | Roma                      | A                         | 17         | 4          | CI              | 5               | 2               | -                    | -                    | -                    | -           | -           | -           | 22     | 6      |
| 2019-2020                 | Betis                     | PD                        | 16         | 3          | CS              | 2               | 0               | -                    | -                    | -                    | -           | -           | -           | 18     | 3      |
| 2020-2021                 | Fiorentina                | A                         | 14         | 0          | CI              | 2               | 3               | UWCL                 | 3                    | 0                    | SI          | -           | -           | 19     | 3      |
| lug.-dic. 2021            | Fiorentina                | A                         | 4          | 0          | CI              | 1               | 1               | -                    | -                    | -                    | -           | -           | -           | 5      | 1      |
| Totale Fiorentina         | Totale Fiorentina         | Totale Fiorentina         | 18         | 0          |                 | 3               | 4               |                      | 3                    | 0                    |             | -           | -           | 24     | 4      |
| dic. 2021-2022            | Milan                     | A                         | 8          | 4          | CI              | 3               | 1               | UWCL                 | -                    | -                    | SI          | 2           | 0           | 13     | 5      |
| 2022-2023                 | Milan                     | A                         | 24         | 13         | CI              | 6               | 5               | -                    | -                    | -                    | -           | -           | -           | 30     | 18     |
| Totale Milan              | Totale Milan              | Totale Milan              | 32         | 17         |                 | 9               | 6               |                      | -                    | -                    |             | 2           | 0           | 43     | 23     |
| 2023-2024                 | Everton                   | WSL                       | 19         | 3          | CI              | 2               | 1               | -                    | -                    | -                    | CL          | 2           | 0           | 23     | 4      |
| 2024-2025                 | Lazio                     | A                         | 23         | 16         | CI              | 3               | 2               | -                    | -                    | -                    | -           | -           | -           | 26     | 18     |
| Totale carriera           | Totale carriera           | Totale carriera           | 226        | 81         |                 | 33+             | 23+             |                      | 5                    | 0                    |             | 5           | 0           | 279+   | 104+   |

### Cronologia presenze e reti in nazionale
| Cronologia completa delle presenze e delle reti in nazionale ― Italia | Cronologia completa delle presenze e delle reti in nazionale ― Italia | Cronologia completa delle presenze e delle reti in nazionale ― Italia | Cronologia completa delle presenze e delle reti in nazionale ― Italia | Cronologia completa delle presenze e delle reti in nazionale ― Italia | Cronologia completa delle presenze e delle reti in nazionale ― Italia | Cronologia completa delle presenze e delle reti in nazionale ― Italia | Cronologia completa delle presenze e delle reti in nazionale ― Italia |
| Data                                                                  | Città                                                                 | In casa                                                               | Risultato                                                             | Ospiti                                                                | Competizione                                                          | Reti                                                                  | Note                                                                  |
| --------------------------------------------------------------------- | --------------------------------------------------------------------- | --------------------------------------------------------------------- | --------------------------------------------------------------------- | --------------------------------------------------------------------- | --------------------------------------------------------------------- | --------------------------------------------------------------------- | --------------------------------------------------------------------- |
| 14-6-2014                                                             | Praga                                                                 | Rep. Ceca                                                             | 0 – 4                                                                 | Italia                                                                | Qual. Mondiali 2015                                                   | -                                                                     | 84’                                                                   |
| 27-11-2014                                                            | Verona                                                                | Italia                                                                | 1 – 2                                                                 | Paesi Bassi                                                           | Qual. Mondiali 2015 - Play-off                                        | -                                                                     | 83’                                                                   |
| 07-12-2016                                                            | Manaus                                                                | Italia                                                                | 3 – 0                                                                 | Russia                                                                | Torneio Internacional 2016                                            | -                                                                     | 66’                                                                   |
| 11-12-2016                                                            | Manaus                                                                | Italia                                                                | 3 – 0                                                                 | Costa Rica                                                            | Torneio Internacional 2016                                            | 1                                                                     | 63’                                                                   |
| 18-12-2016                                                            | Manaus                                                                | Brasile                                                               | 5 – 3                                                                 | Italia                                                                | Torneio Internacional 2016 - Finale                                   | -                                                                     | 85’                                                                   |
| 16-2-2022                                                             | Lagos                                                                 | Danimarca                                                             | 0 – 1                                                                 | Italia                                                                | Algarve Cup 2022 - 1º turno                                           | -                                                                     | 46’                                                                   |
| 1-7-2022                                                              | Castel di Sangro                                                      | Italia                                                                | 1 – 1                                                                 | Spagna                                                                | Amichevole                                                            | -                                                                     | 55’                                                                   |
| 10-7-2022                                                             | Rotherham                                                             | Francia                                                               | 5 – 1                                                                 | Italia                                                                | Euro 2022 - Fase a gironi                                             | 1                                                                     | 74’                                                                   |
| 14-7-2022                                                             | Manchester                                                            | Italia                                                                | 1 – 1                                                                 | Islanda                                                               | Euro 2022 - Fase a gironi                                             | -                                                                     | 52’                                                                   |
| 16-2-2023                                                             | Milton Keynes                                                         | Italia                                                                | 1 – 2                                                                 | Belgio                                                                | Arnold Clark Cup 2023                                                 | -                                                                     | 66’                                                                   |
| 11-4-2023                                                             | Roma                                                                  | Italia                                                                | 2 – 1                                                                 | Colombia                                                              | Amichevole                                                            | -                                                                     | 85’                                                                   |
| 1-7-2023                                                              | Ferrara                                                               | Italia                                                                | 0 – 0                                                                 | Marocco                                                               | Amichevole                                                            | -                                                                     | 46’                                                                   |
| 22-9-2023                                                             | San Gallo                                                             | Svizzera                                                              | 0 – 1                                                                 | Italia                                                                | UEFA Women's Nations League 2023-2024 - Fase a gironi                 | -                                                                     | 71’                                                                   |
| 26-9-2023                                                             | Castel di Sangro                                                      | Italia                                                                | 0 – 1                                                                 | Svezia                                                                | UEFA Women's Nations League 2023-2024 - Fase a gironi                 | -                                                                     | 69’                                                                   |
| 1-12-2023                                                             | Pontevedra                                                            | Spagna                                                                | 2 – 3                                                                 | Italia                                                                | UEFA Women's Nations League 2023-2024 - Fase a gironi                 | -                                                                     | 90+1’                                                                 |
| 5-12-2023                                                             | Parma                                                                 | Italia                                                                | 3 – 0                                                                 | Svizzera                                                              | UEFA Women's Nations League 2023-2024 - Fase a gironi                 | -                                                                     | 66’                                                                   |
| 23-2-2024                                                             | Bagno a Ripoli                                                        | Italia                                                                | 0 – 0                                                                 | Irlanda                                                               | Amichevole                                                            | -                                                                     |                                                                       |
| 9-4-2024                                                              | Helsinki                                                              | Finlandia                                                             | 2 – 1                                                                 | Italia                                                                | Qual. Euro 2025                                                       | -                                                                     | 80’                                                                   |
| 4-6-2024                                                              | Ferrara                                                               | Italia                                                                | 1 – 1                                                                 | Norvegia                                                              | Qual. Euro 2025                                                       | -                                                                     | 84’                                                                   |
| 21-2-2025                                                             | Monza                                                                 | Italia                                                                | 1 – 0                                                                 | Galles                                                                | UEFA Women's Nations League 2025 - Fase a gironi                      | -                                                                     | 79’                                                                   |
| 25-2-2025                                                             | La Spezia                                                             | Italia                                                                | 1 – 3                                                                 | Danimarca                                                             | UEFA Women's Nations League 2025 - Fase a gironi                      | -                                                                     | 78’                                                                   |
| 8-4-2025                                                              | Herning                                                               | Danimarca                                                             | 0 – 3                                                                 | Italia                                                                | UEFA Women's Nations League 2025 - Fase a gironi                      | -                                                                     | 62’                                                                   |
| 30-5-2025                                                             | Parma                                                                 | Italia                                                                | 0 – 0                                                                 | Svezia                                                                | UEFA Women's Nations League 2025 - Fase a gironi                      | -                                                                     | 58’                                                                   |
| 11-7-2025                                                             | Berna                                                                 | Italia                                                                | 1 – 3                                                                 | Spagna                                                                | Euro 2025 - Fase a gironi                                             | -                                                                     | 58’                                                                   |
| 16-7-2025                                                             | Ginevra                                                               | Norvegia                                                              | 1 – 2                                                                 | Italia                                                                | Euro 2025 - Quarti di finale                                          | -                                                                     | 90+2’                                                                 |
| 22-7-2025                                                             | Ginevra                                                               | Inghilterra                                                           | 2 – 1 dts                                                             | Italia                                                                | Euro 2025 - Semifinali                                                | -                                                                     | 64’                                                                   |
| Totale                                                                |                                                                       | Presenze                                                              | 26                                                                    |                                                                       | Reti                                                                  | 2                                                                     |                                                                       |